# Stefan Wereszczaka
Stefan Wereszczaka herbu Kościesza – stolnik stwołowicki w 1794 roku, starosta sitkowski, w czasie rozbiorów podkomorzy nowogródzki, poseł z województwa nowogródzkiego na Sejm Czteroletni w 1788 roku.
Był dziedzicem na Gułowszczyźnie, Małyszach, Ordynkowszczyźnie, Jasieńcu, Bołtupiach. W 1768 roku był domownikiem i przyjacielem księcia Karola Stanisława Radziwiłła Panie Kochanku. Wziął udział w konfederacji barskiej, po jej upadku towarzyszył Radziwiłłowi w jego podróżach po Europie.